# Kirche von Østerlars

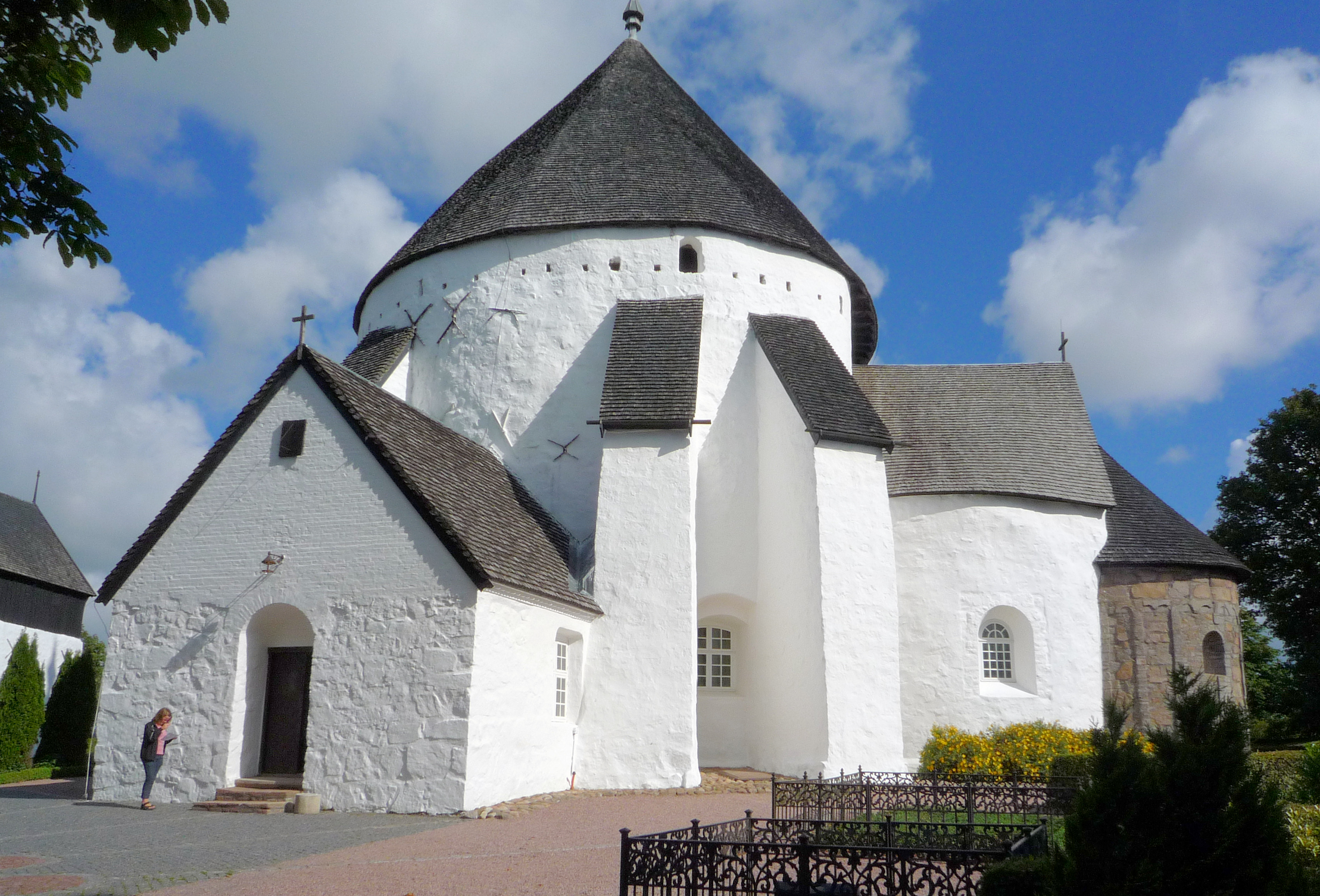
Außenansicht

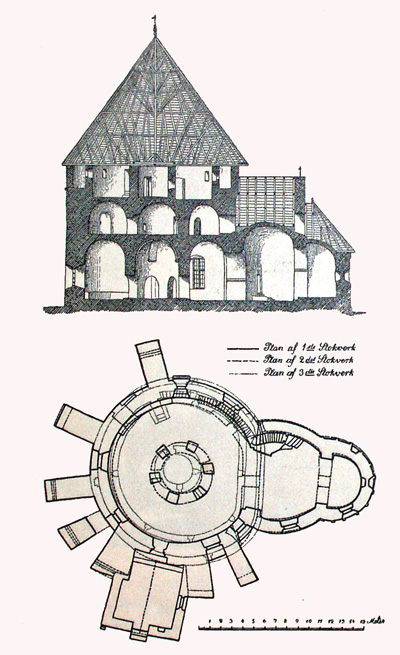
Längsschnitt und Grundriss

Die Kirche von Østerlars (dänisch Østerlars Kirke) ist eine im romanischen Stil gebaute Rundkirche in Østerlars, einem Ortsteil von Gudhjem, auf der dänischen Insel Bornholm.
Die Kirche von Østerlars ist die größte von  insgesamt vier Rundkirchen auf Bornholm. Die anderen sind die Kirche von Nylars, die Sankt-Ols-Kirche und die Ny Kirke.
Die Kirche wurde ursprünglich nach dem Schutzheiligen St. Laurentius von Rom (dänisch Skt. Lars) benannt und erstmals am 30. August 1332 in einem Dokument an den päpstlichen Stuhl erwähnt. Um 1600 wurde dem Namen ein „Øster“ vorangestellt, um sie deutlich von der Nylars-Kirche zu unterscheiden, sie heißt seitdem Østerlars Kirke.
Die Kirche hat jährlich 120.000 Besucher.

## Geschichte und Architektur
Die Rundkirche wurde um 1160 unter der Herrschaft von König Waldemar (1157–1182) als Wehrkirche errichtet, die der Bevölkerung im Gefahrenfall als Zufluchtsstätte diente. Aufgrund der geografischen Lage der Insel Bornholm war die Bevölkerung besonders räuberischen Angriffen von See her ausgesetzt, die in der Zeit insbesondere von den Wenden ausgingen, welche um die Vorherrschaft im südlichen Ostseeraum gegen Dänen und Deutsche kämpften.
Die Rundkirche ist von einer festungsartig verstärkten Außenmauer umschlossen (ca. 16 Meter im äußeren Durchmesser). Das ca. 2,15 Meter starke Mauerwerk besteht auf der Außen- und Innenseite aus Granit, der Zwischenraum wurde mit Kies und Erde aufgefüllt. Die Wände wurden außen und innen massiv gekalkt. Die ursprünglichen romanischen Fenster wurden nach der Reformation vergrößert.
Der Innenraum der Rundkirche hat einen Durchmesser von 13,2 Metern. Die Decken- und Dachlasten werden von der Außenmauer und dem ringförmigen, offenen Mittelpfeiler aufgenommen (ca. 6 Meter im äußeren Durchmesser). Im Innenraum des Mittelpfeilers wurde 1955 im Rahmen einer umfassenden Restaurierung der Kirche eine Taufkapelle eingerichtet.
(Die  drei anderen Bornholmer Rundkirchen haben aufgrund ihrer geringeren Größe Mittelpfeiler, die im Durchmesser deutlich kleiner und geschlossen sind. Der Durchmesser des Innenraums der Nylars-Kirche beträgt 11 Meter.)
Die Rundkirche besteht aus drei Ebenen. Die unterste Ebene bildet den Kirchenraum (das Rundschiff). Die beiden oberen Stockwerke sind nur durch enge, gut zu verteidigende Aufgänge erreichbar. Die zweite Etage diente als Schutzraum für die Bevölkerung und in Friedenszeiten als Lagerraum für die Bauern. Sie war zunächst mit einer flachen Holzbalkenschicht gedeckt. Diese wurde wohl schon vor 1200 durch eine Steinkonstruktion ersetzt. Um diese verlief ein ursprünglich offener Wehrgang für die Verteidigung gegen Angreifer mit Schießscharten und Speigatten zum Ablauf des Regenwassers. 
Die Vorhalle und das charakteristische Kegeldach, das auch über den Wehrgang gezogen wurde, erhielt die Rundkirche erst im späten Mittelalter. Das Kegeldach ist mit etwa 25.000 Eichenschindeln gedeckt. Auch die sieben äußeren Stützpfeiler wurden erst später zur Stabilisierung des Gebäudes hinzugefügt, die erstmals in Skizzen im dänischen Atlas von dem dänischen Historiker Peder Hansen Resen etwa 1675 dargestellt sind. Nach  sollen die Stützpfeiler das Mauerwerk durch die zusätzliche Last des hinzugefügten Kegeldaches mit abstützen.  Die heutige Gebäudestruktur ist in drei Querschnitten und einem Längsschnitt im Detail dargestellt.
Zur Kirche gehören drei Runensteine: Einer ist als Türsturz des Nordportals eingebaut, einer (ca. 1100) steht in der Vorhalle und einer (ca. 1070) draußen davor.
Auf dem Kirchhof, etwa 20 Meter westlich der Kirche, befindet sich der Glockenturm, der zunächst die Verteidigung der Anlage unterstützen sollte.
Sonarmessungen ergaben einen Hinweis auf einen 12,5 m langen und 2 m hohen Raum unter der Kirche, doch untersagt der Kirchenrat bis heute weitergehende Untersuchungen. Dieser Befund gibt Anlass für Spekulationen, dass sich dort der verlorene Schatz der Tempelritter befinden könnte.

### Innenraum
Die Kanzel ist eine Renaissancearbeit von 1595. Die Orgel stammt von Marcussen und Sohn in Åbenrå. Das Altarbild ist ein Schnitzwerk aus der Renaissance von etwa 1600, die beiden modernen Gemälde wurden 1955 statt der ursprünglichen (heute in Bornholms Museum) angebracht und stammen von Paul Høm. Das romanische Taufbecken aus Granit wurde von der Kirchengemeinde Rø erworben; da der originale Fuß unauffindbar war, wurde es auf einem gemauerten Sockel gestellt.

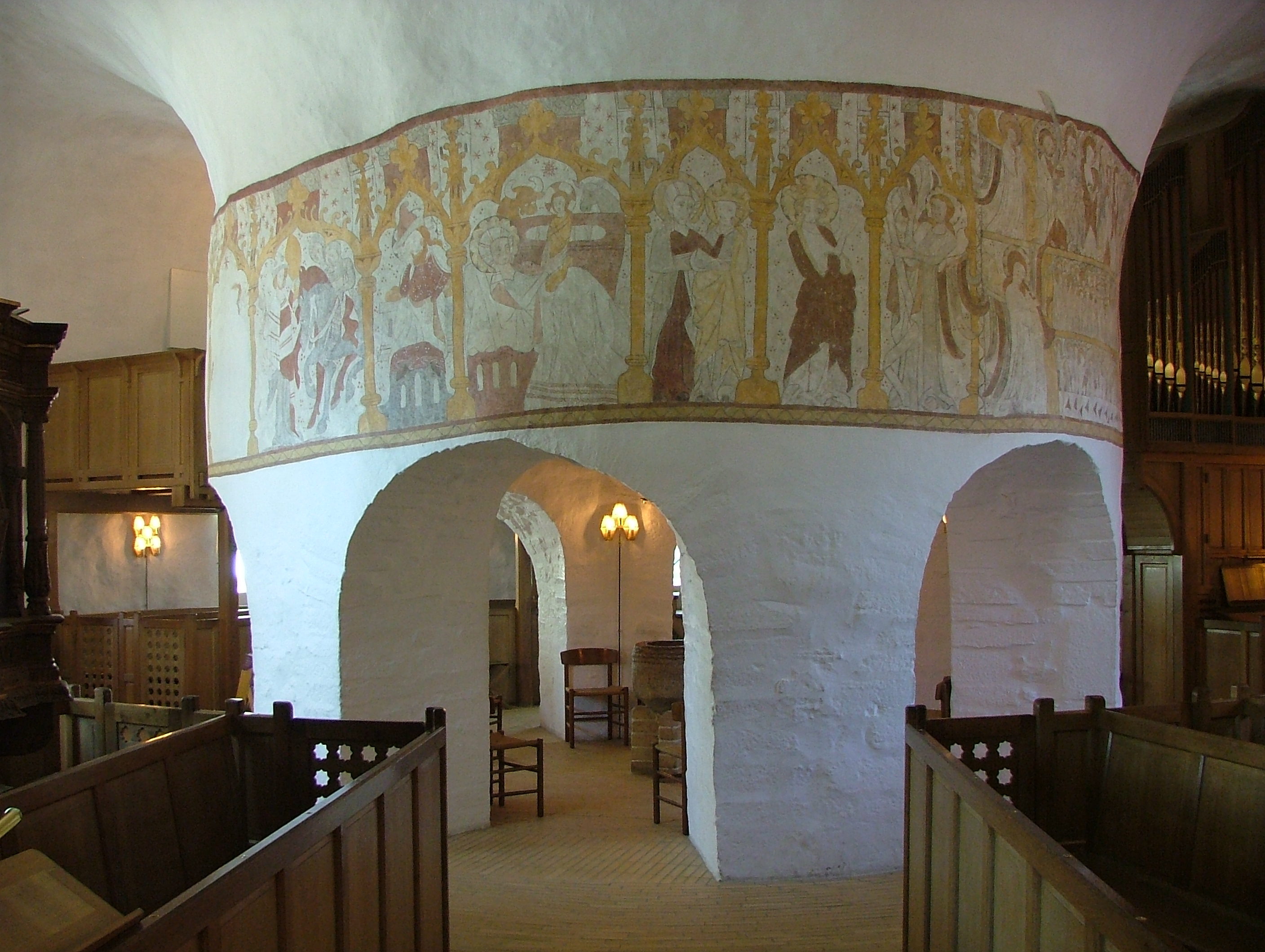
Mittelpfeiler mit Fresken
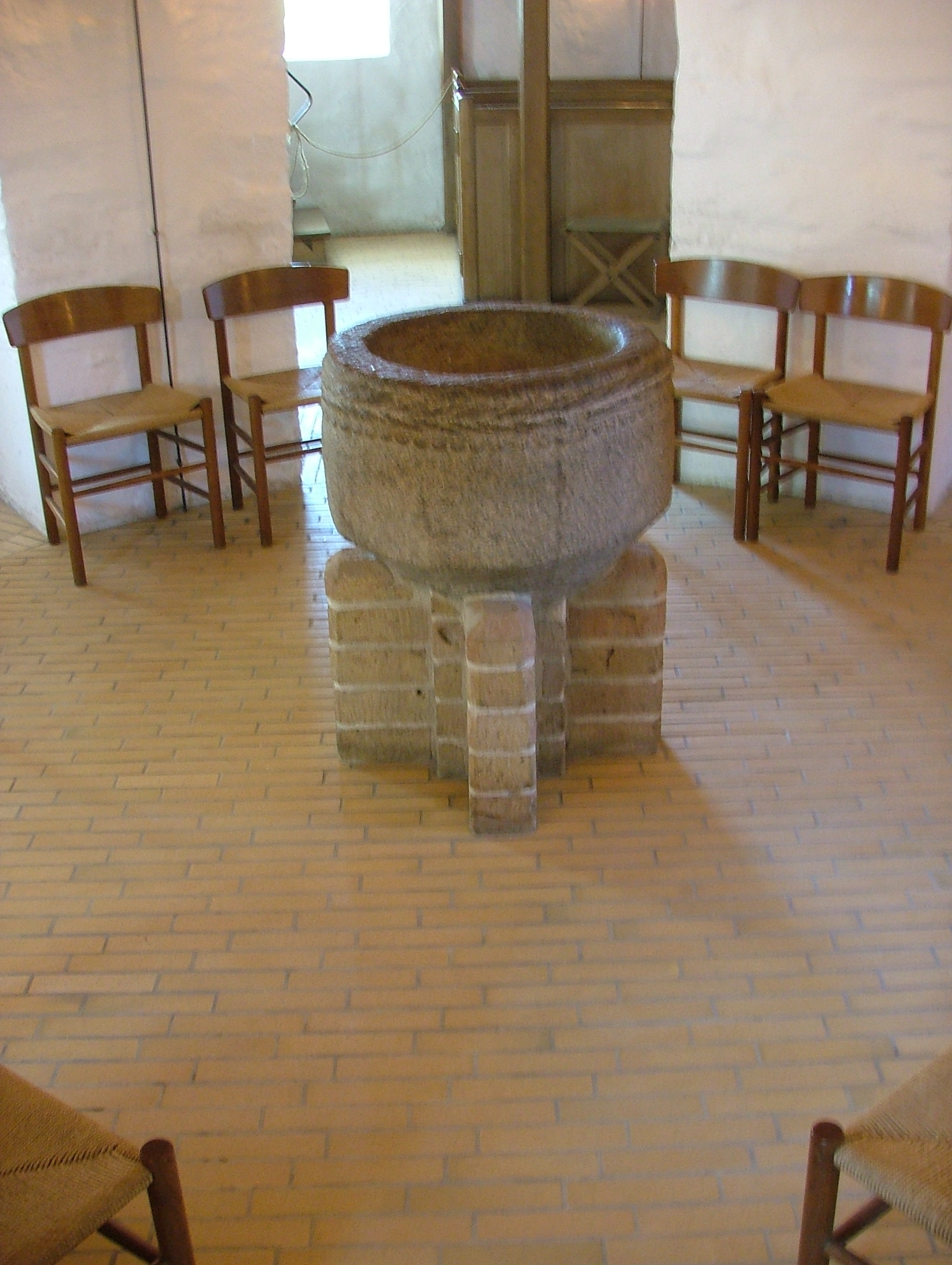
Taufkapelle
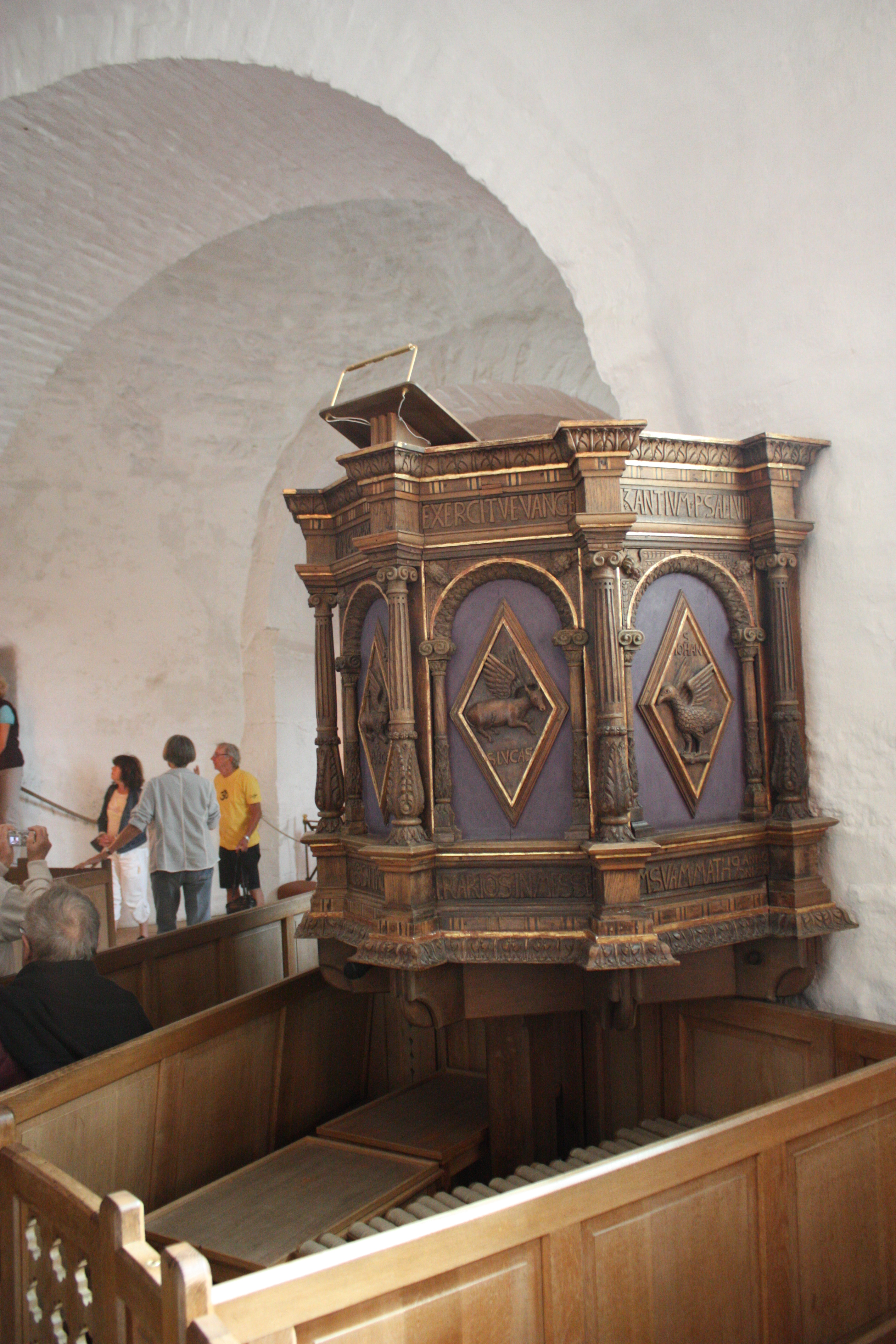
Kanzel
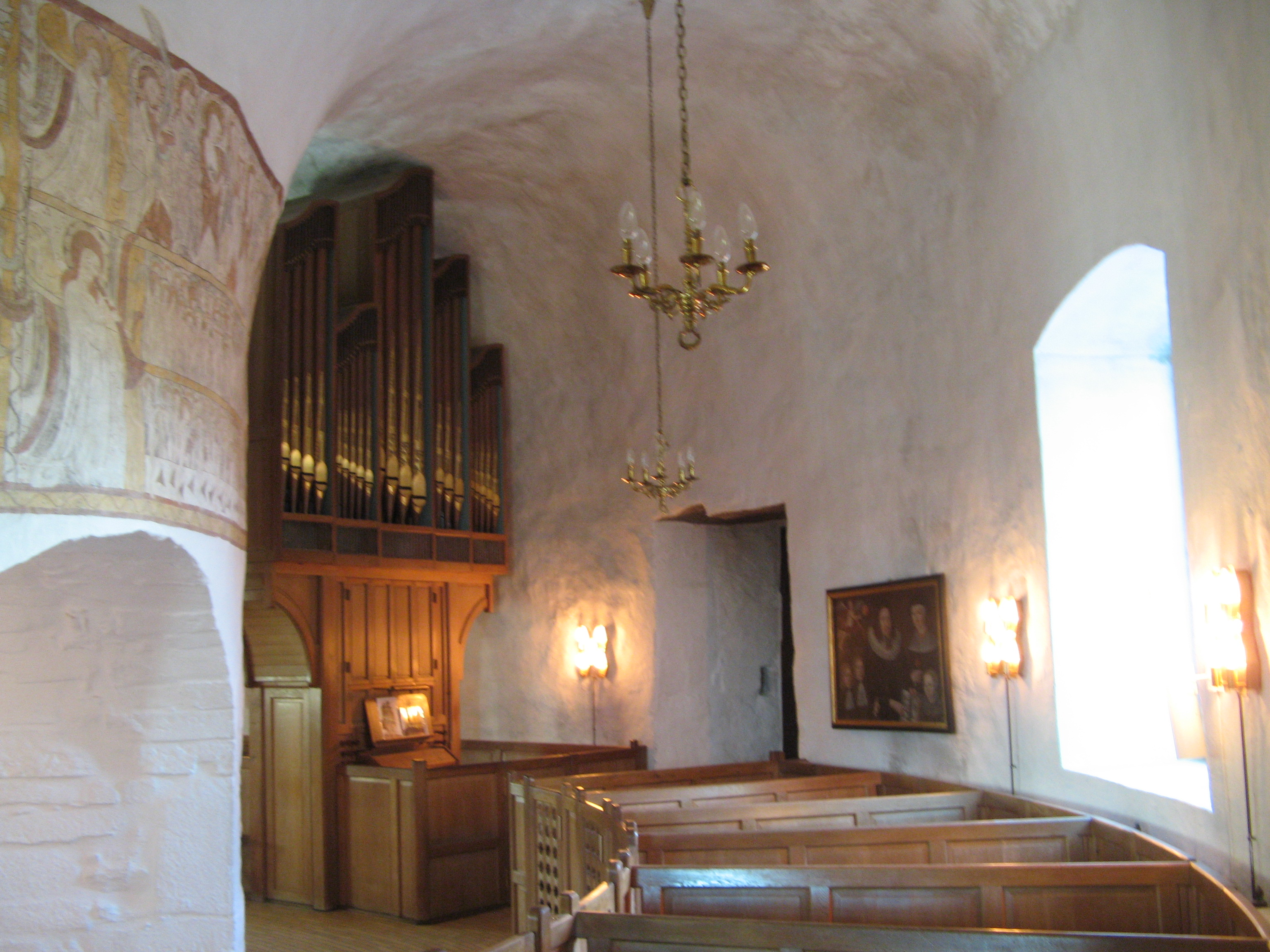
Blick auf die Orgel
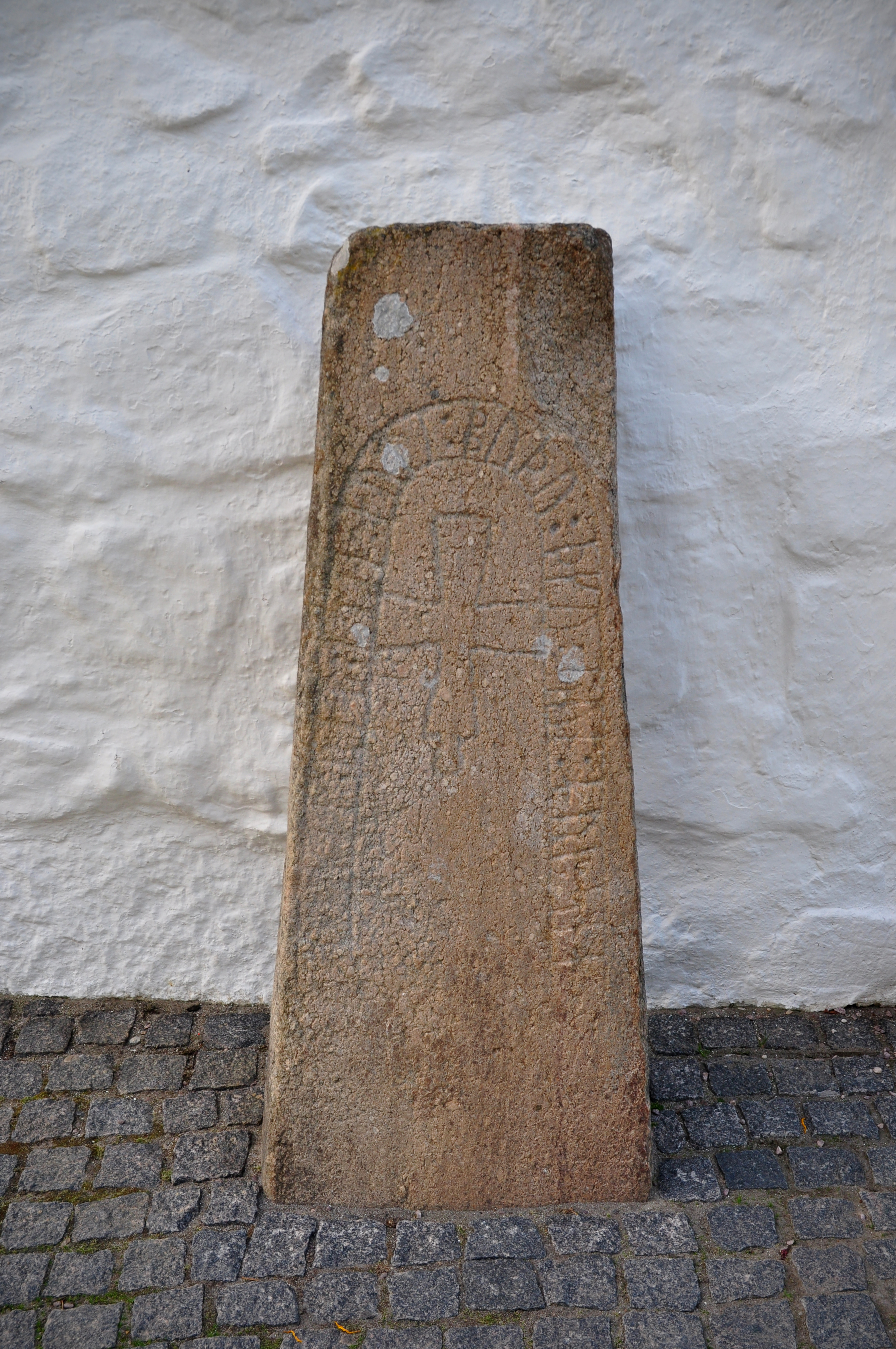
Runenstein

### Fresken
Am Mittelpfeiler der Rundkirche befinden sich Fresken, die 1882 entdeckt und 1889 von Professor Kornerrup restauriert wurden. 1960 wurden sie von G. M. Lind erneut restauriert, dabei fand man Reste von Fresken an der Außenwand, die jedoch wieder übermalt wurden. Die Fresken sind etwa um 1325 entstanden. Der Bildfries zeigt die Kornfeldlegende, Mariä Verkündigung, Mariä Heimsuchung, Christi Geburt, die Leidensgeschichte Christi und die figurenreichste dänische Darstellung des Jüngsten Tages: in der Mitte Christus als Weltenrichter in der Mandorla, zu seiner Rechten die Erlösten und zu seiner Linken die Verlorenen mit dem Teufel und dem Rachen der Hölle.

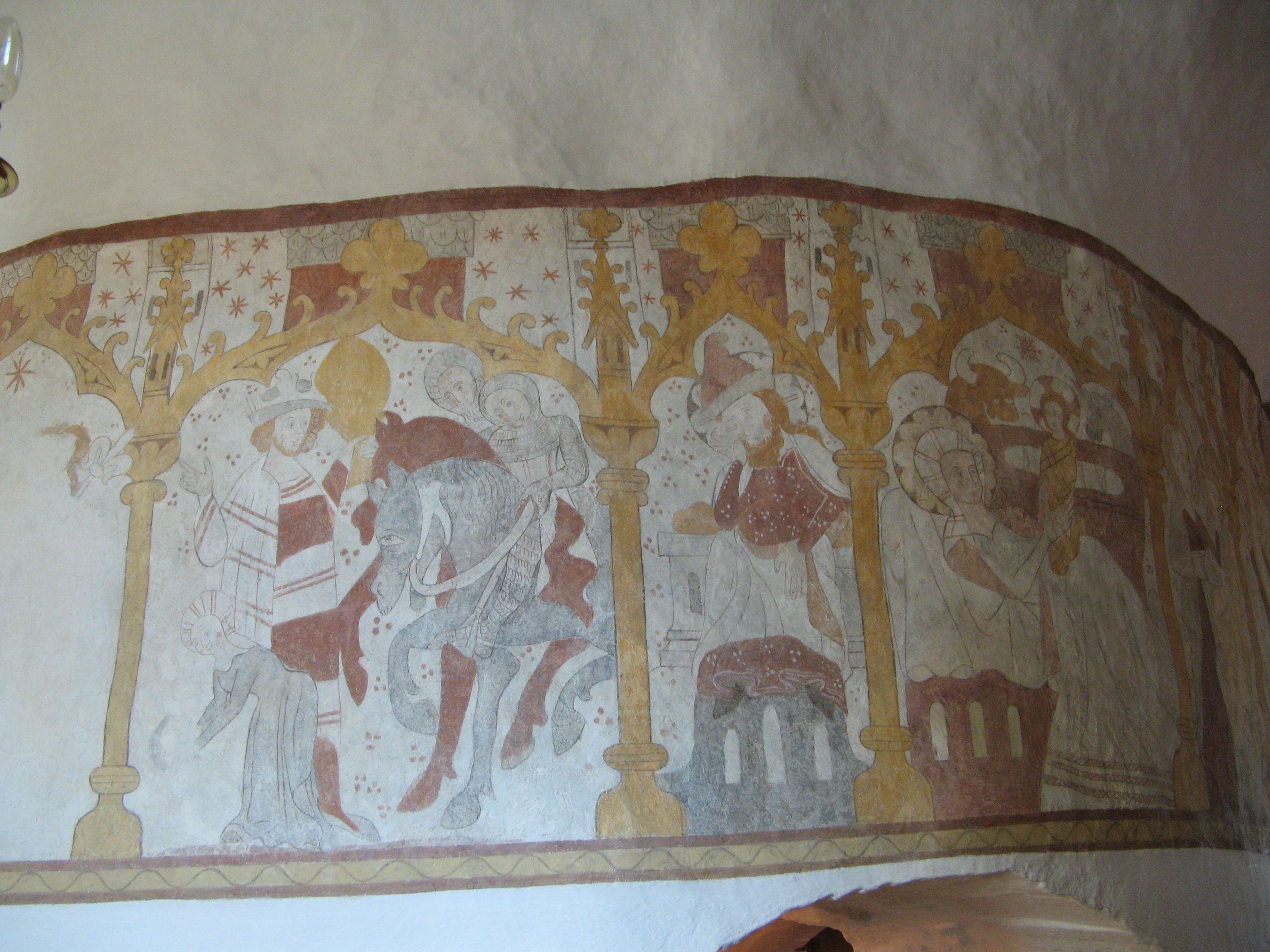
Kornfeldlegende
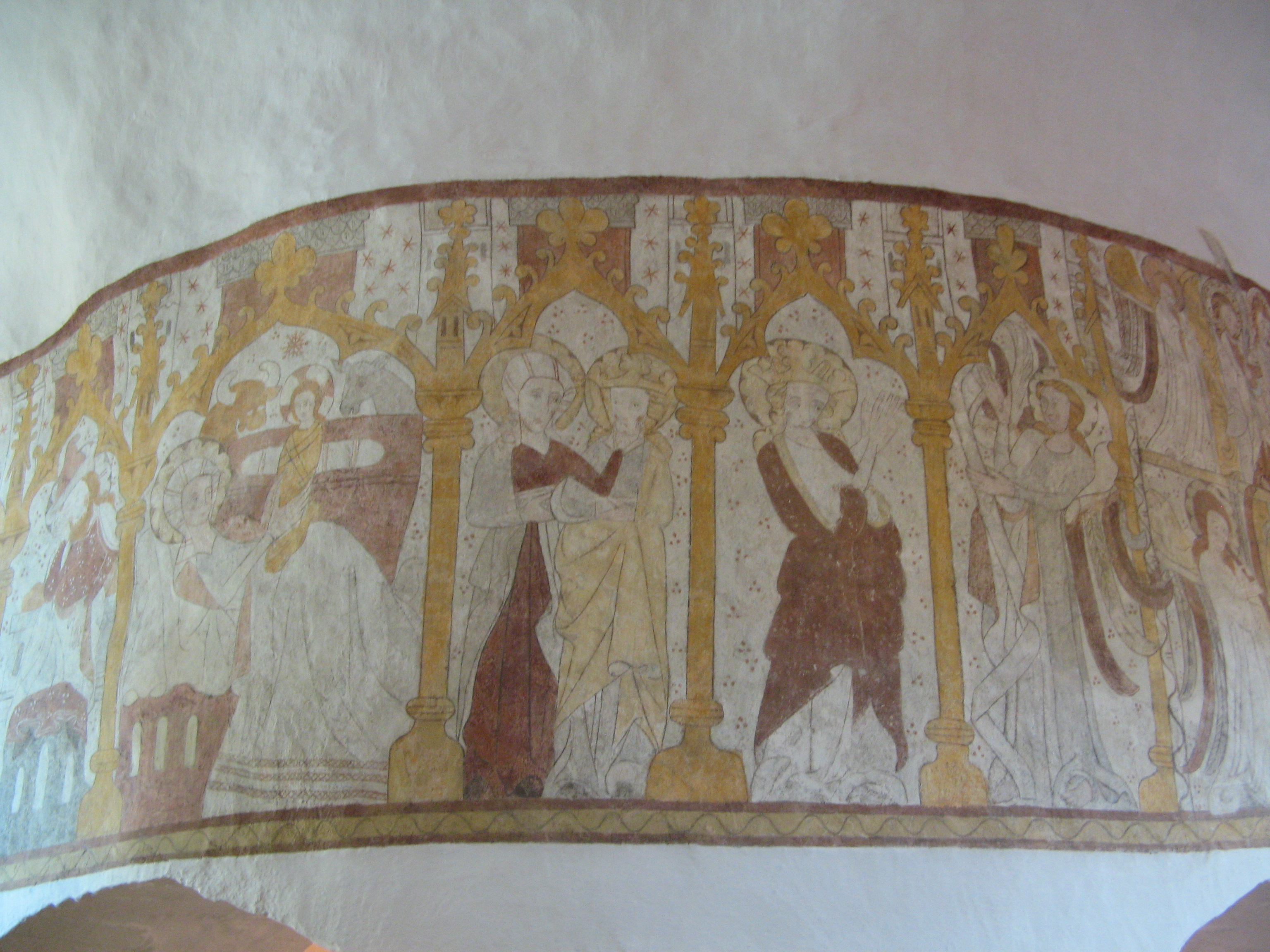
rechts in zwei Feldern: Mariä Verkündigung Mitte: Mariä Heimsuchung links: Christi Geburt
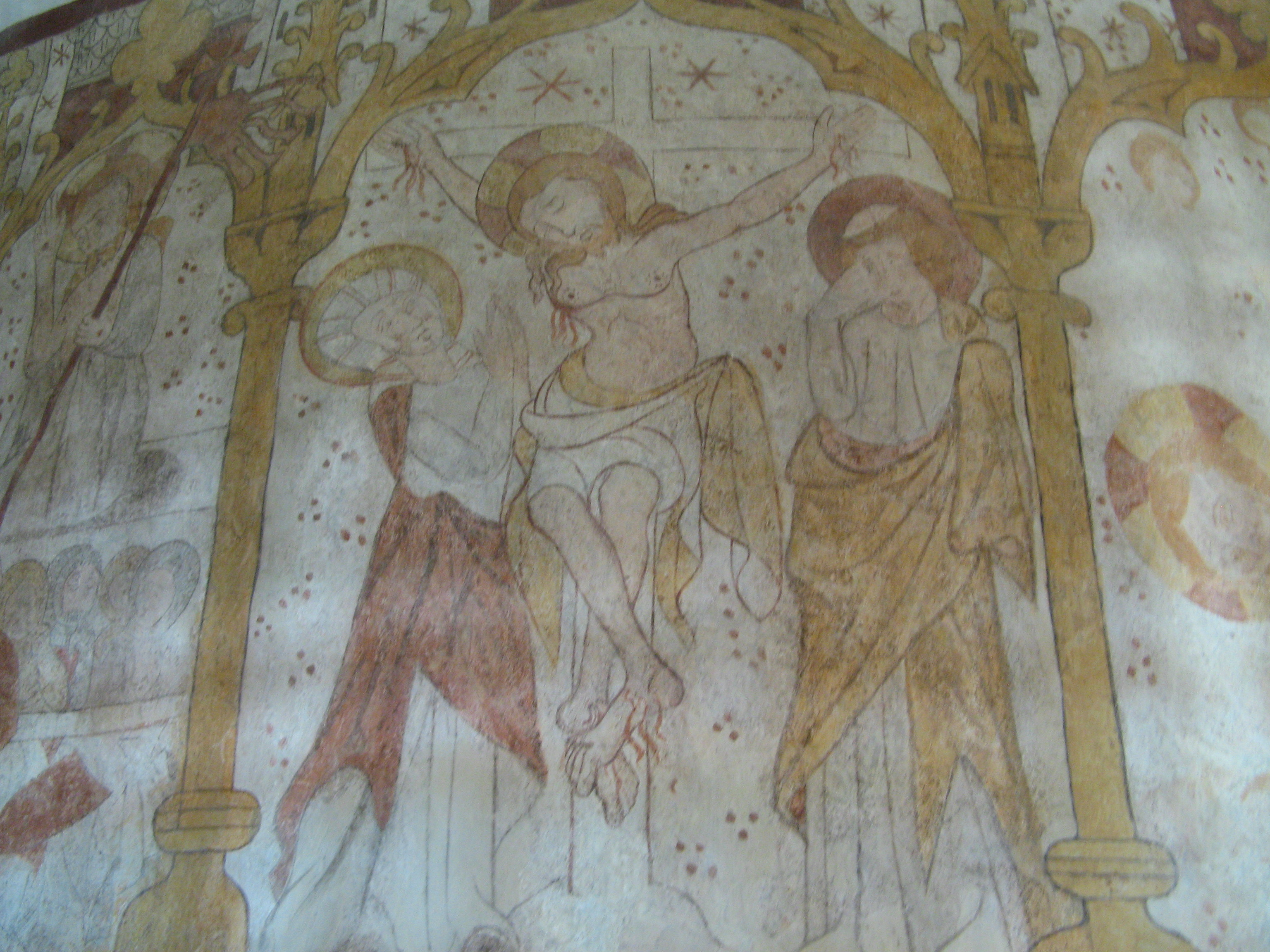
Kreuzigung Christi
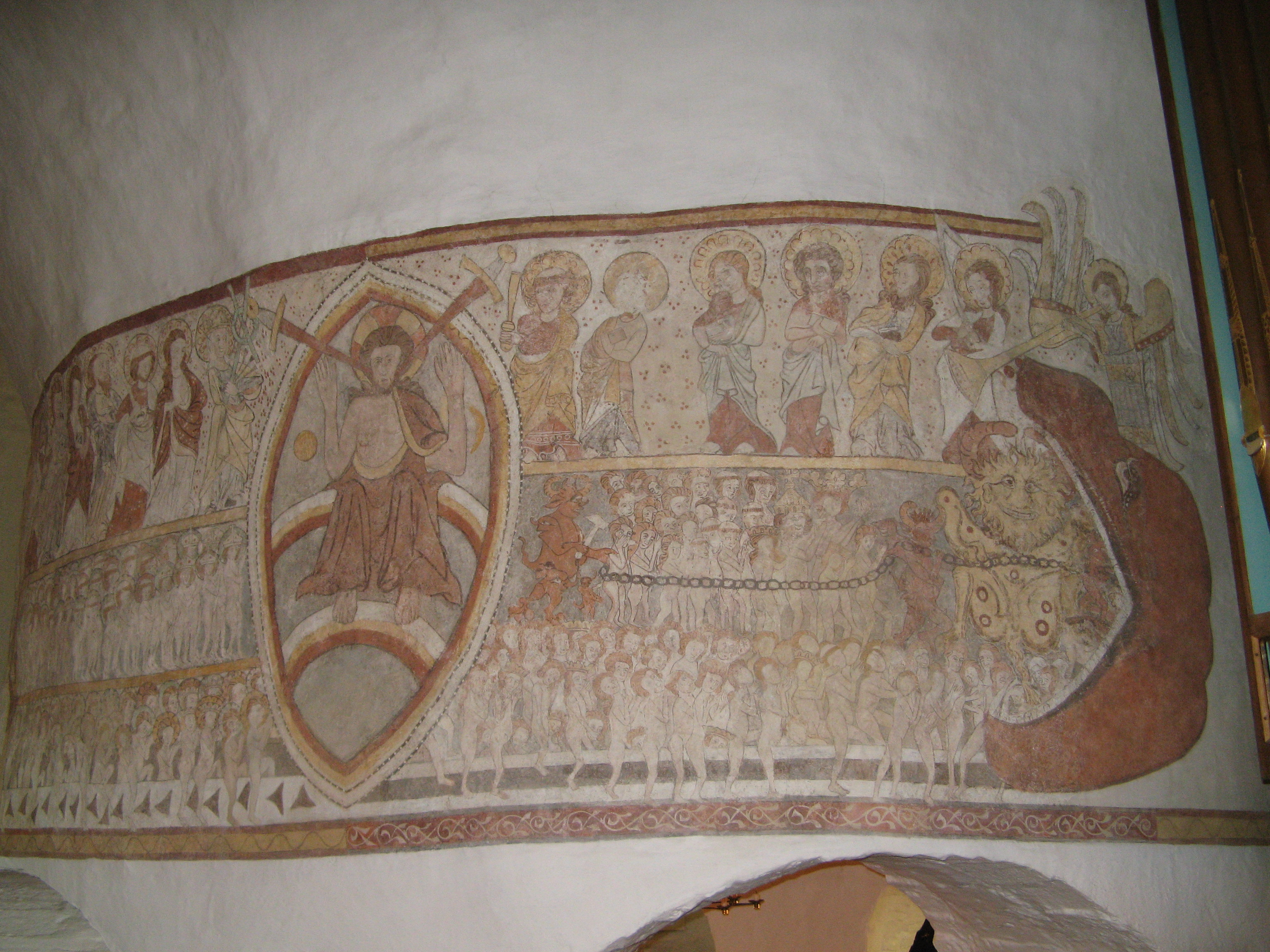
Jüngstes Gericht

### Obere Stockwerke
Die Ringmauer des Innenraums des dritten Stockwerks muss ursprünglich die Außenmauer der Wehrkirche gewesen sein, um die herum ein offener Wehrgang verlief. Die Balken über dem Innenraum waren vermutlich Teil des flachen Daches, das als Aussichtsplattform genutzt wurde. Die Öffnungen in der Innenmauer waren vermutlich Lichtöffnungen oder Schießscharten. Die Öffnungen im Boden des äußeren Wehrganges deuten darauf hin, dass sie dem Wasserablauf des nach oben hin offenen Ganges dienten.

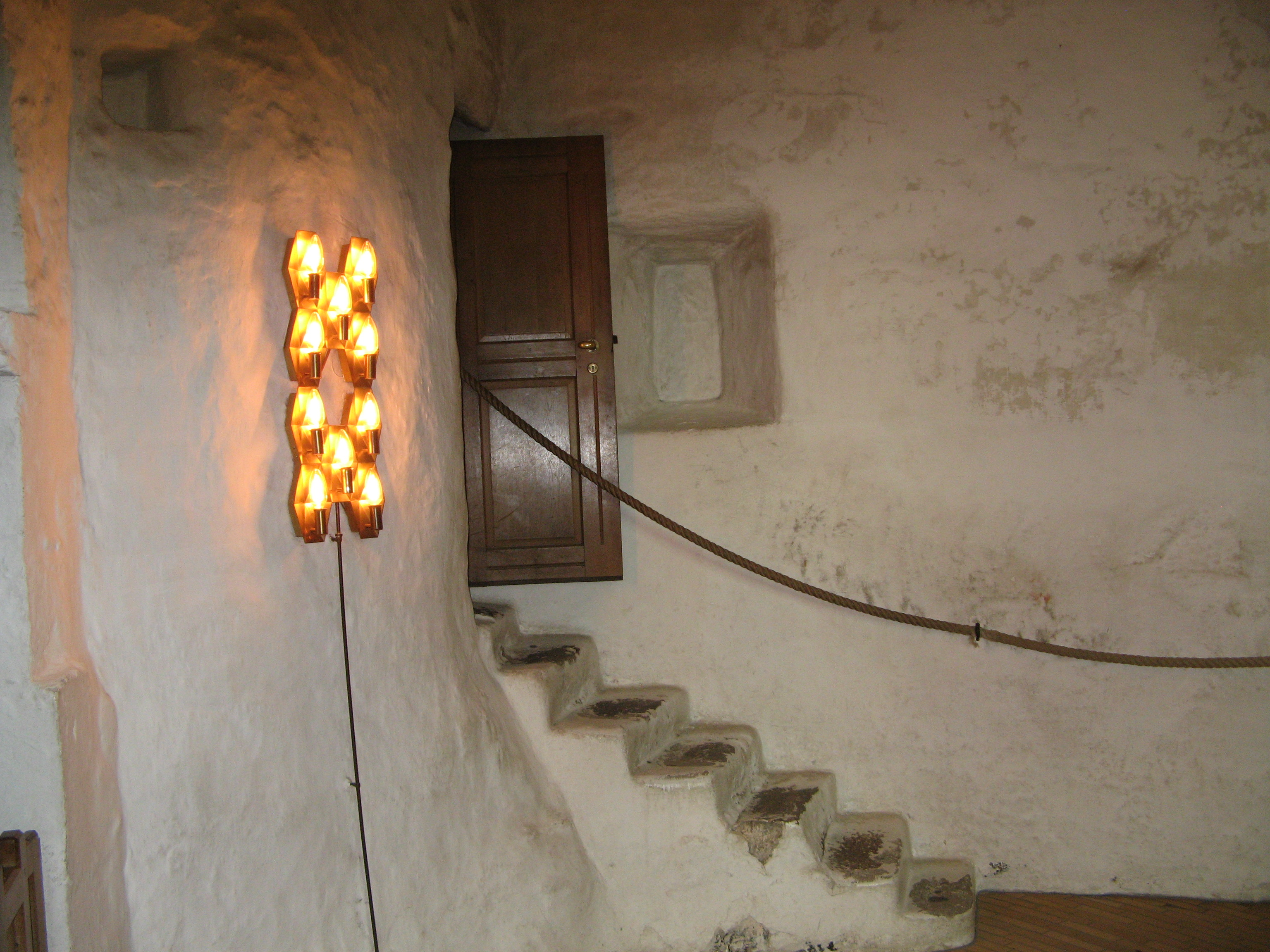
Tür zu den oberen Stockwerken
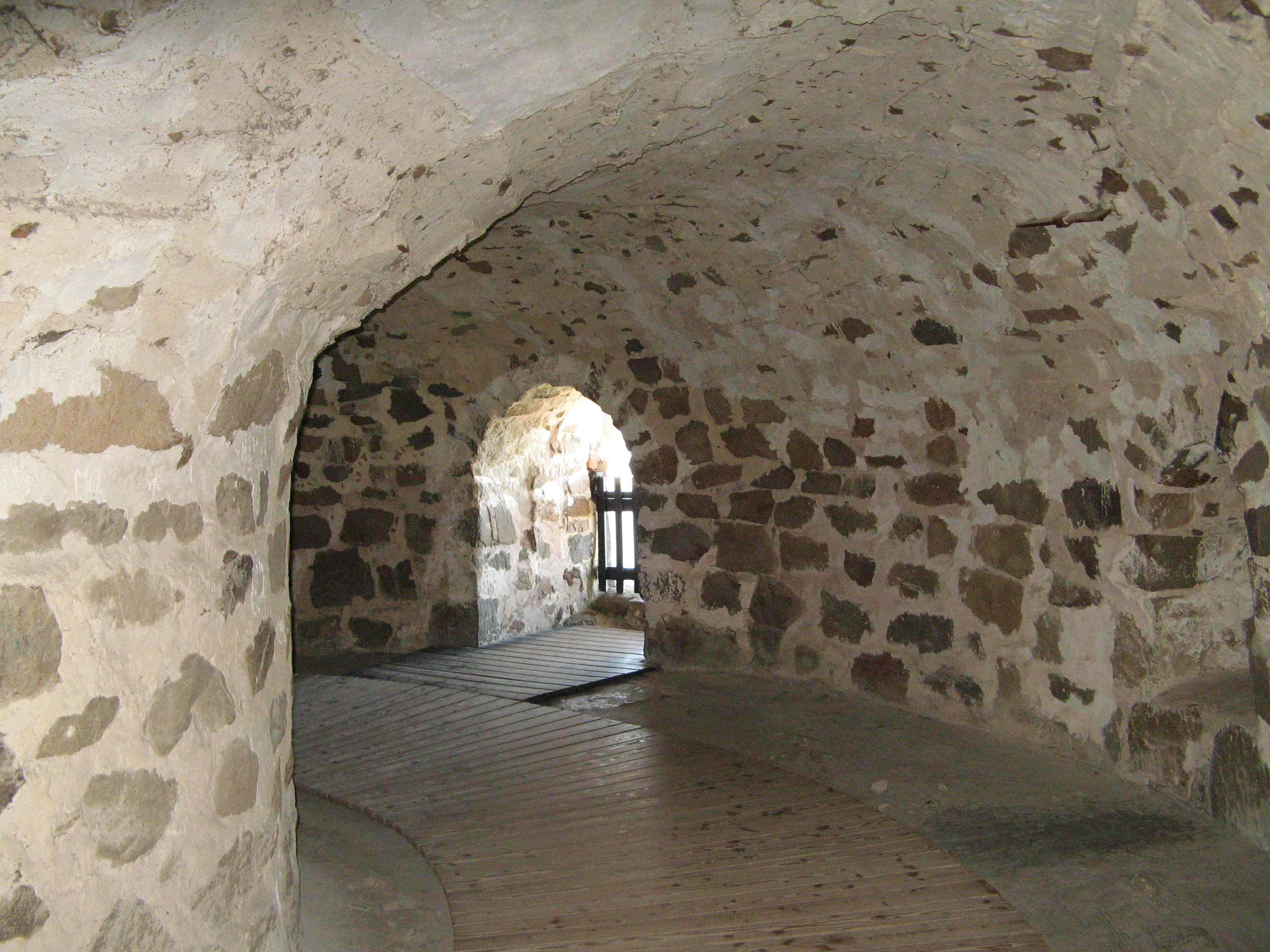
2. Stock
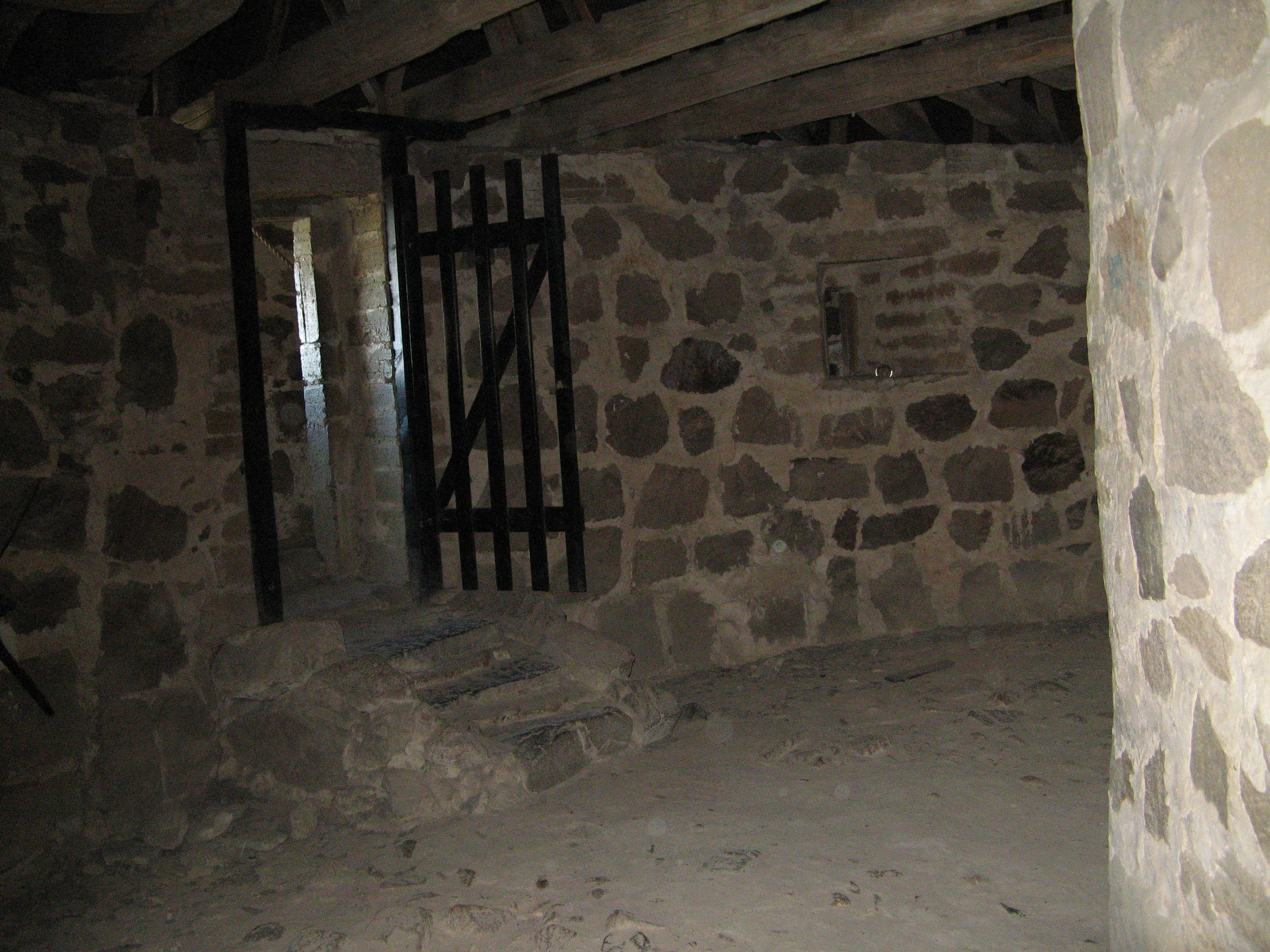
3. Stock innerer Raum
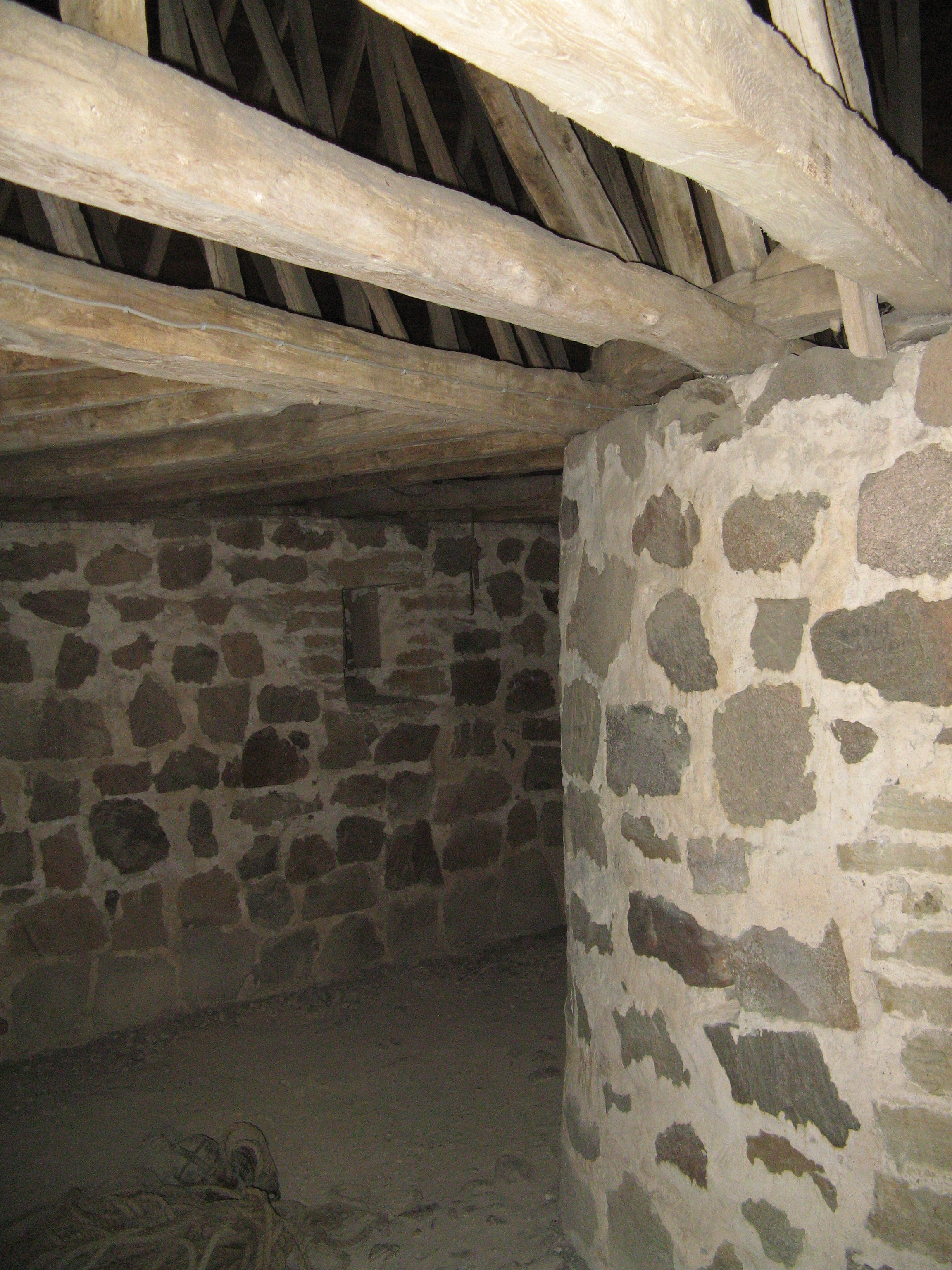
3. Stock äußerer Wehrgang
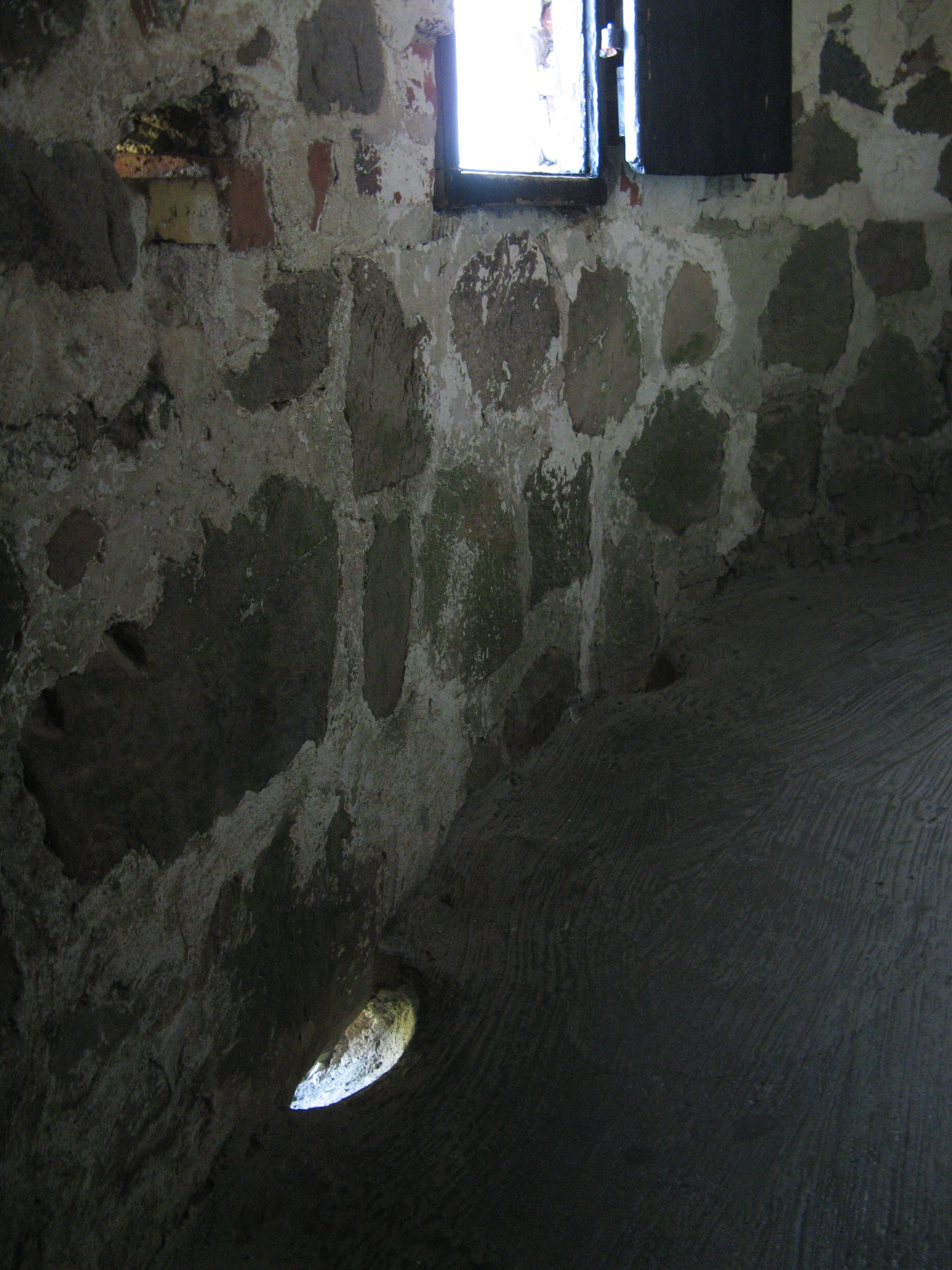
3. Stock äußerer Wehrgang Wasserablauf- öffnung

## Orgel

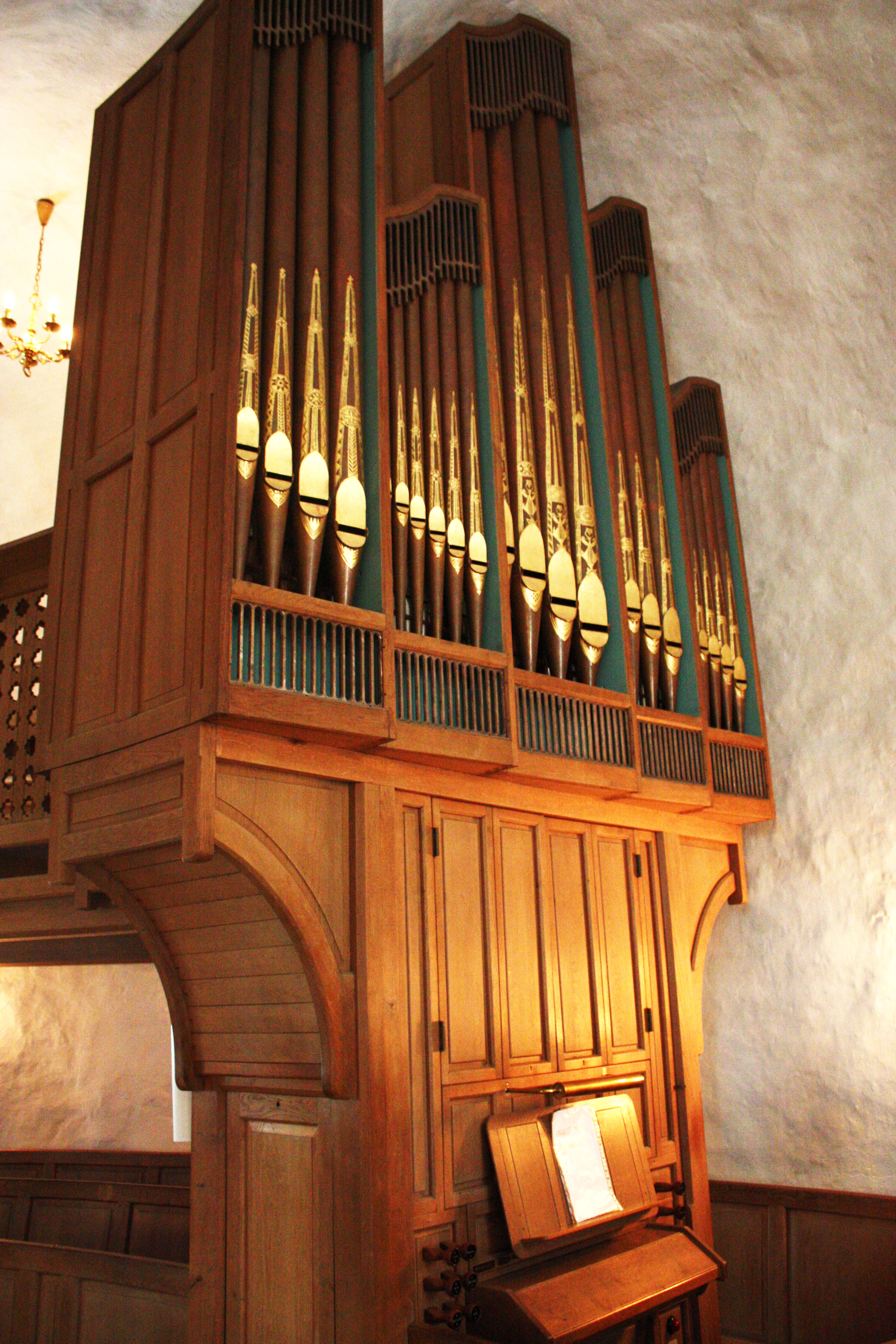
Orgel

Die heutige Orgel (II/P/13 + 2 Pedaltransmissionen) wurde nach der Kirchenrestaurierung von 1955 im Februar 1956 eingebaut. Ihre Prospektpfeifen sind mit Ornamenten aus Goldfolie belegt. Bei dem neobarocken Instrument handelt es sich um Opus 617 des Orgelbauunternehmens Marcussen & Søn. Die Disposition lautet:
| I Hovedværk C–f3 |             |    |
| 1.               | Principal   | 8′ |
| 2.               | Rørfløjte   | 8′ |
| 3.               | Oktav       | 4′ |
| 4.               | Flachfløjte | 2′ |
| 5.               | Mixtur III  |    |

| II Brystværk C–f3 |           |    |
| 6.                | Gedakt    | 8′ |
| 7.                | Rørfløjte | 4′ |
| 8.                | Principal | 2′ |
| 9.                | Oktav     | 1′ |
| 10.               | Krumhorn  | 8′ |

| Pedal C–f1 |                     |     |
| 11.        | Subbas              | 16′ |
| 12.        | Oktav               | 8′  |
|            | Rørfløjte (= Nr. 2) | 8′  |
|            | Oktav (= Nr. 3)     | 4′  |
| 13.        | Quintatøn           | 2′  |

- Koppeln: II/I (Aufschrift H+B), I/P (Aufschrift P+H), II/P (Aufschrift P+B)
- Traktur: Schleifladen, vollmechanisch